# Oxypoda bicolor
Oxypoda bicolor är en skalbaggsart som beskrevs av Étienne Mulsant och Claudius Rey 1853. Oxypoda bicolor ingår i släktet Oxypoda, och familjen kortvingar. Enligt den finländska rödlistan är arten nära hotad i Finland. Arten är reproducerande i Sverige. Artens livsmiljö är naturmoskogar.